# Meloe cicatricosus
Meloe cicatricosus – gatunek chrząszcza z rodziny oleicowatych. Zamieszkuje Europę oraz zachodnią i środkową część Azji. Larwy są pasożytami gniazdowymi pszczół z rodzaju porobnica.

## Taksonomia
Gatunek ten opisany został po raz pierwszy w 1815 roku przez Williama Elforda Leacha. W 1911 roku Edmund Reitter umieścił go w nowym podrodzaju Meloe (Meleogonius), którego później wyznaczony został gatunkiem typowym. W 1985 roku Richard Brent Selander przeniósł omawiany gatunek do podrodzaju Meloe (Eurymeloe), jednak w 1989 roku przywrócił go z powrotem do podrodzaju Meloe (Meleogonius). W 2021 roku Alberto Sánchez-Vialas i współpracownicy opublikowali wyniki molekularnej analizy filogenetycznej Meloini, na podstawie których wynieśli liczne podrodzaje Meloe do rangi rodzajów, w tym Meleogonius. Według ich wyników Meleogonius stanowi grupę siostrzaną dla rodzaju Physomeloe, będąc z nim bliżej spokrewnionym niż innymi podrodzajami Meloe s.l..

## Morfologia
Chrząszcz o ciele długości od 16 do 40 mm. Oskórek jest umiarkowanie błyszczący, ubarwiony całkiem czarno lub z połyskiem niebieskim do fioletowego. Na czułkach, odnóżach i spodzie ciała występuje niebieskie owłosienie. Czułki u obu płci zbudowane są podobnie, człony mają krótkie i walcowate, te od pierwszego o szóstego ze stosunkowo gęstym, szczeciniastym owłosieniem. Głowa jest gęsto i głęboko punktowana, tak szeroka jak przedplecze. Przedplecze ma kształt czworokątny, szerszy niż dłuższy, z tępymi kątami przednimi i tylnymi oraz lekko wyciętą pośrodku krawędzią tylną. Powierzchnia przedplecza jest gęsto i głęboko punktowana, przez jej środek biegnie wąskie wgłębienie, natomiast po jego bokach brak jest dołków. Wzdłuż tylnego brzegu przedplecza biegnie wąska listewka krawędziowa. Pokrywy mają na powierzchni nieregularne, błyszczące, słabo wypukłe i mniejsze niż u M. rufiventris guzki oddzielone drobnymi, rozchodzącymi się promieniście zmarszczkami. Skrzydeł tylnej pary brak zupełnie. Odnóża ostatniej pary mają biodra tak szerokie jak długie. Kolana wszystkich par są brązowoczarne do czarnych. Odwłok jest duży, zwłaszcza u samic silnie rozdęty.

## Ekologia i występowanie
Owad ten zasiedla stanowiska suche i ciepłe od nizin po pogórza. Bytuje na murawach kserotermicznych, zboczach pagórków, przydrożach, przytorzach, nasypach i suchych miedzach. W rozwoju występuje nadprzeobrażenie. Jaja składane są do gleby. Larwą pierwszego stadium jest aktywnie przemieszczający się trójpazurkowiec. Wśród jej gospodarzy wymienia się pszczoły z rodzaju porobnica, w tym porobnicę murarkę, porobnicę włochatkę i porobnicę jasnotową. Larwa ta przyczepia się do ciała żywiciela i ssie jego hemolimfę, po czym dociera z nim do gniazda. Po dostaniu się do gniazda zjada ona znajdujące się w komórce jajo i przechodzi w stadium mniej ruchliwe, pędrakowate, które żeruje na zgromadzonym przez pszczołę urobku. Później larwa schodzi do gleby i linieje do nie pobierającego pokarmu zimującego stadium pseudopoczwarki. Kolejnym stadium jest larwa skolytidalna i dopiero ona się przepoczwarcza. Owady dorosłe nowego pokolenia ukazują się wiosną. Żerują na soczystych częściach roślin.
Gatunek palearktyczny. W Europie znany jest z Hiszpanii, Wielkiej Brytanii (z południa Anglii), Francji, Niemiec, Szwajcarii, Austrii, Włoch, Polski, Czech, Słowacji, Węgier, Białorusi, Ukrainy, Mołdawii, Rumunii, Bułgarii, Słowenii, Chorwacji, Bośni i Hercegowiny, Czarnogóry, Serbii, Albanii, Macedonii Północnej, Grecji oraz europejskiej części Rosji. W Azji stwierdzono jego występowanie w Gruzji, Armenii, Azerbejdżanie, Turcji, Palestynie, Syberii Zachodniej, Kazachstanie, Turkmenistanie, Uzbekistanie, Tadżykistanie, Kirgistanie, Iranie i Afganistanie.
W całym zasięgu jest gatunkiem rzadkim i sporadycznie spotykanym. W Polsce podawany był z nielicznych stanowisk na południu kraju oraz na północy Dolnego Śląska; brak jest rekordów z XXI wieku. Na „Czerwonej liście zwierząt ginących i zagrożonych w Polsce” umieszczony został jako gatunek o niedostatecznie rozpoznanym statusie (DD). Z kolei na „Czerwonej liście gatunków zagrożonych Republiki Czeskiej” umieszczony jest jako gatunek regionalnie wymarły (RE).